# متحور إيوتا
متحور إيوتا (بالإنجليزية: Iota variant)‏ واسمه الكامل سارس-كوف-2 متحور إيوتا (بالإنجليزية: SARS-CoV-2 Iota variant)‏؛ أحد تحورات فيروس كورونا المرتبط بالمتلازمة التنفسية الحادة الشديدة النوع 2، الفيروس المسبب لمرض فيروس كورونا 2019. اكتُشف هذا التحوّر للمرة الأولى في نوفمبر 2020 في مدينة نيويورك. يتميز هذا التحور بطفرتين تساعدانه على التخفي المناعي وسرعة الانتشار.
يشترك «التحور بي 1.526» مع التحور الجنوب أفريقي والتحور البرازيلي بأنه يحمل طفرة مشتركة معهما تُعرف باسم: «إي 484 كي» (بالإنجليزية: E484K)‏، وهي طفرة تساعد فيروس كورونا على التخفي المناعي أو الهروب من الأجسام المضادة، ولم ترصد هذه الطفرة في التحور البريطاني الذي أخذ ينتشر لاحقًا في ديسمبر 2020 في المملكة المتحدة ومنها في العالم. في حين رصدت طفرة أخرى في «التحور بي 1.526»، وهي الطفرة «إس 477 إن» (بالإنجليزية: S477N)‏ التي جعلته أكثر عدوى، لأنها تقع داخل مجال ربط مستقبلات البروتين السكري لدخول الخلية، الذي يرتبط بمستقبلات إنزيم محول للأنجيوتنسين 2 في البشر، ما يزيد من قدرة فيروس كورونا على الارتباط بالمستقبل في الخلية المستهدفة، وهو الذي يوضح سرعة انتشار هذه التحورات خلافًا لبقية التحورات والمتغيرات التي سُجلت فيروس كورونا المرتبط بالمتلازمة التنفسية الحادة الشديدة النوع 2|فيروس سارس-كوف-2 منذ ظهوره.
بحلول فبراير 2021، كان «التحور بي 1.526» قد انتشر بسرعة في ولاية نيويورك وشكل حوالي واحد من أربع تحورات فيروسية منتشرة هناك. اعتبارا من 11 أبريل 2021، اكتشف التحور في 48 ولاية أمريكية على الأقل و18 دولة حول العالم.

## اسمه
كان «متحور إيوتا» يُعرف سابقًا باسم المتحور بي 1.526 (بالإنجليزية: B.1.526 variant)‏ أو التسلسل بي 1.526 أو التسلسل B.1.526 (بالإنجليزية: Lineage B.1.526)‏؛ إلى أن أعيدت تسميته في 31 مايو 2021 من قبل منظمة الصحة العالمية، ليصبح باسم «متحور إيوتا» بموجب نظام تسمية جديد أقرته المنظمة، التي أطلقت على متحورات كورونا أسماءً مماثلة بالاعتماد على أسماء أحرف الأبجدية اليونانية، وهدفت من ذلك تجنيب البلدان التي تظهر فيها متحورات كورونا لأول مرة مضار نسبة المتحور إليها بعد أن شاعت الأسماء المنسوبة جغرافيًّا في وسائل الإعلام للمتحورات الخمسة الأكثر انتشارًا عالميًّا، والمُصنفة ما بين متحورات قيد المراقبة والتحقيق أو مثيرة للانتباه أو مثيرة للقلق، مثل: المتحور البريطاني، المتحور الجنوب أفريقي، المتحور البرازيلي، المتحور النيويوركي (إيوتا حاليًّا)، والمتحور الهندي، وهو ما دفع «وزارة الإلكترونيات والإعلام الهندية» أن تصدر تعميمًا يحظر ويُجرم تداول الاسم، بداعي «مكافحة نشر المعلومات الكاذبة التي تضر بسمعة البلاد». جاء في بيان «منظمة الصحة العالمية» أنها اعتمدت هذا النظام بعد استشارة الخبراء الذين أجمعوا على وضع أسماء جديدة، «تكون أسهل وأكثر عملية لمناقشتها من قبل الجماهير غير العلمية».